# Huntington, Massachusetts
Huntington är en kommun (town) i Hampshire County i Massachusetts. Vid 2010 års folkräkning hade Huntington 2 180 invånare.